# Egyiptomi Iszlám Dzsihád
Az Egyiptomi Iszlám Dzsihád (EIDzs), rövidebben Iszlám Dzsihád, olykor Dzsihád Csoport egy 1970-es évektől fogva Egyiptomban működő iszlamista csoport, melynek gyökerei a Muszlim Testvériséggel közösek. Újabban hanyatlóban van, köszönhetően a világon sok helyütt – legutóbb Libanonban és Jemenben – végrehajtott letartóztatások miatt. A szervezet fő célkitűzése, hogy megdöntse az egyiptomi rendszert, iszlám forradalmat hajtson végre, majd támadást intézzen az Amerikai Egyesült Államok és Izrael érdekeltségei ellen mind bel-, mind külföldön.

## Tevékenység
A szervezet magas rangú egyiptomi kormánytisztviselők (akár miniszterek) elleni fegyveres támadásokra, valamint hivatalos amerikai és egyiptomi létesítmények elleni autóbombás merényletekre specializálódott. Legnevesebb áldozatuk Anvar Szadat elnök volt 1981-ben, de a Hasszán al-Alfi belügyminiszter és Atef Szedki miniszterelnök elleni 1993-as merényletkísérletekért is vállalta a felelősséget. 1992-ben ugyanis az Iszlám Egyetem elnevezésű rivális fegyveres csoporttal együtt példátlan erőszakhullámot indított a szekuláris kormány ellen, amit csak az ezredforduló táján fejezett be. Körülbelül 1300 áldozatot szedett a terror ebben az időben: rendőröket, politikusokat, turistákat és egyiptomi kopt keresztényeket. 1995-ben a szervezet robbantásos merényletet követett el Pakisztánban, Iszlámábádban az egyiptomi nagykövetség ellen. 1998-ban az albániai amerikai követség elleni támadásuk meghiúsult.

## Vezetés
As-Saríf a szervezet vezetését az 1980-as évek közepén adta át Ajman az-Zaváhirinak a mozgalomban jelentkező ellenkezés ellenére. Az az-Zaváhiri vezette tömb később szövetkeztek az al-Káida vezetésével, hogy hatékonyan össze tudják hangolni afganisztáni akcióikat. Az Egyiptomban tevékenykedő Iszlám Dzsihád jórészt független az al-Káidától, és csak Zaváhirinak tartozik felelősséggel.
Bár az-Zaváhirit gyakran emlegetik az al-Káida hadnagyának vagy másodparancsnokának, ez félrevezető, mivel hierarchikus viszonyt feltételez. Az al-Káida gyakorlatilag Oszáma bin Láden pénzügyi támogatásával valósítja meg az-Zaváhiri ideológiai és hadműveleti parancsait.

## Tevékenységi terület, támogatók
Az Egyiptomi Iszlám Dzsihád elsősorban Kairó területén működik, de Egyiptomon kívül is rendelkezik hálózattal, így Jemenben, Afganisztánban, Pakisztánban, Szudánban, Libanonban, de még az Egyesült Királyságban is. Hogy mennyire széles külföldi támogatóinak köre, azt nem tudni: az egyiptomi kormány álláspontja szerint Bin Laden mellett Irán is segíti a tevékenységüket. Elképzelhető, hogy más iszlám szervezeteken, fedőüzleteken, netán bűnügyeken keresztül is szereznek pénzt.